# كلوريد البوتاسيوم
كلوريد البوتاسيوم هو مركب كيميائي له الصيغة الكيميائية KCl. وهو عديم الرائحة في حالته النقية. بلورته بيضاء أو عديمة اللون زجاجية. تركيبه البلوري ينكسر بسهولة إلى ثلاثة اتجاهات.

## الخواص
- ينحل مركب كلوريد البوتاسيوم بشكل جيد في الماء، حوالي 34 غ لكل 100 مل ماء عند الدرجة 20°س. في المقابل لا ينحل كلوريد البوتاسيوم عملياً في أغلب المحلات العضوية.
- المحاليل المائية من مركب كلوريد البوتاسيوم لها صفة معتدلة الأس الهيدروجيني (pH) لها تتراوح ~ 7.
- يتوافر مركب كلوريد البوتاسيوم طبيعياً في معدن السيلفيت Sylvite. كما يوجد أيضاً في معدن الكارناليت، وهو ملح مزدوج من كلوريد البوتاسيوم وكلوريد المغنزيوم كما تشير الصيغة الجزيئية التالية:

KCl . MgCl2 . 6H2O
- البنية البلورية لمركب كلوريد البوتاسيوم مشابهة لمثيلتها في ملح كلوريد الصوديوم (ملح الطعام).

## التحضير
يمكن الحصول على مركب كلوريد البوتاسيوم من معدن الكارناليت الذي يحل بالماء وبإعادة البلورة بشكل حذر لفصله عن الملح المرافق.
أو بتفاعل حمض الهيدروكلوريك مع هيدروكسيد البوتاسيوم:
{\displaystyle {\ce {KOH + HCl -> KCl + H2O}}}

## الاستعمالات

### الأسمدة
يستخدم غالبية كلوريد البوتاسيوم المنتج في صناعة الأسمدة (والتي تسمى البوتاس) نظرًا لأن نمو العديد من النباتات محدود بسبب توفر البوتاسيوم.

### الاستخدام الطبي
البوتاسيوم ضروري لجسم الإنسان، ويستخدم كلوريد البوتاسيوم عادة عن طريق الفم لعلاج انخفاض مستويات البوتاسيوم في الدم، على الرغم من أنه يمكن إعطاؤه عن طريق الوريد أيضًا. وهو مدرج في قائمة منظمة الصحة العالمية للأدوية الأساسية. تسبب الجرعة الزائدة فرط بوتاسيوم الدم الذي يمكن أن يعطل إشارات الخلايا إلى الحد الذي يتوقف فيه القلب، وهي حالة يمكن عكسها مؤقتًا في بعض جراحات القلب المفتوح.

### الاستخدام في الطهي
يمكن استخدام كلوريد البوتاسيوم كبديل للملح في الطعام، ولكن بسبب نكهته الضعيفة والمرة وغير المالحة، فإنه غالبًا ما يُمزج مع ملح الطعام العادي (كلوريد الصوديوم) لتحسين الطعم للحصول على ملح منخفض الصوديوم. إن إضافة 1 جزء في المليون من الثوماتين يقلل بشكل كبير من هذه المرارة. كما تم الإبلاغ عن شكاوى من المرارة أو الطعم الكيميائي أو المعدني مع كلوريد البوتاسيوم المستخدم في الطعام.

### الإعدام
في الولايات المتحدة، يستخدم كلوريد البوتاسيوم كمخدر نهائي في سلسلة الحقن الثلاث للحقنة القاتلة كشكل من أشكال عقوبة الإعدام. ويؤدي ذلك إلى توقف القلب، مما يؤدي في النهاية إلى قتل السجين.

### في الصناعة
يستخدم الملح مادة خام كيميائية في تصنيع هيدروكسيد البوتاسيوم. كما يستخدم في الطب والحقن المميتة والتطبيقات العلمية وتجهيز الأغذية والصابون وكبديل خالٍ من الصوديوم لملح الطعام للأشخاص المهتمين بالتأثيرات الصحية للصوديوم.
في علف الحيوانات، يستخدم كلوريد البوتاسيوم مكملاً لتعزيز مستوى البوتاسيوم في العلف، ومن المعروف أنه يزيد من إنتاج الحليب. وله تطبيقات في صناعات البترول والغاز الطبيعي؛ فضلاً عن كونه بديلاً عن كلوريد الصوديوم في وحدات تنقية المياه المنزلية. في صناعة الزجاج، يستخدم البوتاس الحبيبي مادة مضافة، مما يخفض درجة الحرارة التي يذوب عندها الخليط. ولأن البوتاس يضفي وضوحًا ممتازًا على الزجاج، فإنه يستخدم عادةً في النظارات والأواني الزجاجية وأجهزة التلفاز وشاشات الكمبيوتر.